# Velike Loče
Velike Loče – wieś w Słowenii, w gminie Hrpelje-Kozina. 1 stycznia 2017 liczyła 34 mieszkańców.